# Naszlady Éva
Naszlady Éva (Budapest, 1969. április 17. –) magyar rendező, színművész, tanár.

## Tanulmányai
1987–1989 között a Budapesti Nemzeti Színházban stúdiós, majd a Színház- és Filmművészeti Egyetem hallgatója színész szakon.

## Munkássága
2007 óta szabadúszóként dolgozik. Korábban az Arany János Színház  (1989–1990), a Budapesti Katona József Színház (1994–1995), a Kecskeméti Katona József Színház (1995–1998), a budapesti József Attila Színház (1998–2000) és a Honvéd Együttes (2000–2007) tagja.

### Rendezései[1]
József Attila Színház
- 1999. december  17.: William Shakespeare: Vízkereszt[3]
- 2000 október 8: Molière: A Dudás Gyuri[4]
- 2001. november 18.: Molnár Ferenc: A farkas[5]
- 2002. április 13.: Anton Pavlovics Csehov: A manó[6][7]
- 2006. március 12.: Shakespeare: Szentivánéji metróÁLOMás[8][9]
- 2007. január 28.: Sławomir Mrożek: Nyílt tengeren[10][11]
- 2007. január 28.: Mrożek: Károly[12][13]

Szabadkai Nemzeti Színház
- 2000. május 23.: Shakespeare: Rómeó és Júlia[14]

Debreceni Csokonai Színház
- 2002. augusztus 12.: Hámos György (filmforgatókönyv), Vajda Anikó: Mici néni két élete[15]
- 2002. október 16.: Hámos (filmforgatókönyv), Vajda Anikó: Mici néni két élete[16]
- 2016. január 15.: Szabó Magda – Adorján Beáta: Az ajtó[17][18]

Honvéd Együttes
- 2005. április 8.: Molière: A ragaszkodók[19]

Budapesti Kamara Színház
- 2005: Molière: A tudós nők, avagy a  Ragaszkodók

Karinthy Színház
- 2008. február 29.: Ann Jellicoe: A trükk[20]

Budaörsi Játékszín
- 2008. december 17.: Alan Alexander Milne: Micimackó[21]

Hevesi Sándor Színház
- 2011. január 28.: Molière: Scapin furfangjai[22]
- 2012. szeptember 28.: Egressy Zoltán: Fafeye, a tenger ész[23]
- 2012. február 7.: Szép Ernő: Vőlegény[24]
- 2016. április 14.: Turbuly Lilla: Nekünk nyolc?![25]

Pécsi Nemzeti Színház
- 2013. december 6.: Csukás István: Ágacska[26][27][28][29]

Komáromi Jókai Színház
- 2013. október 9.: Václav Čtvrtek: Rumcájsz a rabló[30][31][32]

Zalaegerszegi Hevesi Sándor Színház
- 2014. február 7. Szép: Vőlegény[33]

Csokonai Nemzeti Színház
- 2016. január 15.: Szabó Magda: Az ajtó[34]

Jászai Mari Színház-Népház
- 2016. december 2.: Yasmina Reza: Művészet[35]

### Színházi szerepei[36]
Karinthy Színház
- 1989. október 22.: Karinthy Frigyes – Karinthy Márton: Lepketánc/ Délia, Argus leánya[37]
- 1989. október 22.: Gyárfás Miklós – Karinthy: Mennyei riport/ Lány[38]

Arany János Színház
- 1989. november 3.: Jevgenyij Lvovics Svarc – Gárdos Péter: Hókirálynő/ Hercegkisasszony / Rablólányka[39]
- 1990. május 9.: Kisfaludy Károly – Szőke István: A kérők/ Máli, Baltafy leánya[40]

Ódry Színpad
- 1991. szeptember 27.: Henri Meilhac, Ludovic Halévy – Iglódi István: Szép Heléna/ ?[41]
- 1992. november 1.: Sławomir Mrożek – Csiszár Imre: Gyalogszerrel/ Szuper-hölgy[42]
- 1993. április 2.: K. Halász Gyula – Hegyi Árpád Jutocsa: Fiatalság - bolondság/ Jozefin, az amazon[43][Mj. 1]
- 1994. május 12.: Weöres Sándor – Zsámbéki Gábor: Octopus, avagy Szent György és a sárkány históriája/ Inganga[44]

Budapesti Katona József Színház
- 1992. november 20.: Németh Ákos – Máté Gábor: Müller táncosai/ Rita[45]
- 1993. november 12.: Georg Büchner – Hargitai Iván: Danton halála/ Hölgy/ Második asszony/ Rosalie, kis nő[46]
- 1994. február 11.: William Shakespeare – Zsámbéki: Julius Caesar/ Calpurnia, Caesar neje[47][48]
- 1994. április 21.: Luigi Pirandello – Ascher Tamás: Ma este improvizálunk/ ?[49][50]
- 1994. szeptember 12.: Halász Péter, Kornis Mihály, Bereményi Géza – Halász, Jeles András, Lukáts Andor, Ascher: Hatalom, Pénz, Hírnév, Szépség, Szeretet/ ?[51][52]
- 1994. október 14.: Shakespeare – Gothár Péter: Szentivánéji álom/ Tündér, Titánia szolgálatában[53]
- 1995. március 2.: Georges Feydeau – Benedek Miklós: A barátom barátnője/ Grófnő[54]

Színház- és Filmművészeti Főiskola
- 1993. december 17.: Shakespeare – Vámos László: Veronai fiúk/ Júlia / Dárdás kedvese[55]

Kecskeméti Katona József Színház
- 1995. október 6.: Carlo Goldoni – Lendvai Zoltán: Chioggiai csetepaté/Lucietta[56]
- 1995. december 8.: Shakespeare – Novák Eszter: Ahogy tetszik/ Rosalinda, a száműzött herceg lánya[57]
- 1996. április 12.: Szilágyi László – Lendvai: Én és a kisöcsém/ Kató, Kelemen lánya[58]
- 1996. október 9.: Brian Friel – Lendvai: Pogánytánc/ Maggie[59]
- 1997. december 14.: Federico García Lorca – Lendvai: Yerma/ Első mosóasszony[60]
- 1997. április 13.: Michael Ende – Lendvai: Árnyak színháza (Ophélia története)/ Ophélia[61]
- 1998. január 28.: Szilágyi, Kellér Dezső – Simon Balázs: 3:1 a szerelem javára/ Bertuska
- 1998. április 10.: Ivan Szergejevics Turgenyev – Lendvai: Egy hónap falun/ Natalja Petrovna, Arkagyij felesége, 29 éves[62]
- 2010. november 12.: Ljudmila Jevgenyjevna Ulickaja – Szász János: Orosz lekvár/ Varvara (Váva), Natlaja Ivanovna idősebbik lánya[63][64][65]

József Attila Színház
- 1999. január 23.: Michael Frayn – Lendvai: Ugyanaz hátulról/ Brooke Ashton[66]
- 1999. április 24.: Francis Veber – Valló Péter: Balfácánt vacsorára!/ Marléne[67][68]
- 1999. október 2.: Éri-Halász Imre – Schlanger András: Egy csók és más semmi/ Zöldhelyiné[69]
- 2000. március 25.: Bánffy György – Bánffy: A csodálatos mandarin-ügy/ A 'Balerina'[70]
- 2000. december 16.: Shakespeare – Léner Péter: A makrancos hölgy/ Bianca, Baptista kisebbik lánya[71]
- 2001. április 28.: Szilágyi, Kellér – Radó Denise: 3:1 a szerelem javára/ Sári[72]

Bolygó Kultusz Motel Társulat
- 1998. október 21.: Voltaire – Kamondi Zoltán: Candide/Paquette[73]

IBS Buda Stage
- 1999. március 2.: Stephen Leacock, Mark Twain, P. G. Wodehouse – Honti György: Az élet kapufája/ ?[74]

Honvéd Kamaraszínház
- 2005. február 6.: A társulat (Buzássy Adrienne, Kárpáti Péter,  Novák Péter – Novák Eszter: Csak úgy.../ ?[75]

Zsámbéki Színházi Bázis (Zsámbéki Művelődési Központ)
- 2005. július 15.: Anton Pavlovics Csehov – Galambos Péter: Platonov/ Szofja Jegorovna, Szergej Pavlovics Vojnyicev felesége[76][77]
- 2008. július 16.: Simon:Musztafa, gyere haza!/ Madonna/ Gábriel/ Titkárnő/ Lány[78]

Utca-Szak Színház
- 2008. július 17.: Andrea Collavino (értelmi szerző), Deme László (cselekményvázlat) – Simon: Az angyalarcú démon, avagy becsületgyilkosság a mozi Mekkájában/ ?[79]

Neptun Brigád
- 2008. szeptember 27.: Sergi Belbel – Baksa Imre: Mobil/ Sara[80][81]

Kolibri Gyermek- és Ifjúsági Színház
- 2014. november 21.:Szűcs Zoltán – Czukor Balázs: Függésben/ ?[82]

### Filmszerepei[83][84]
- 2006 – Tracking Jonatán magányos vacsorája, avagy: a lassú nyamnyogás titka  (kísérleti film)
- 2000 – Egy nap története (filmdráma)
- 1995 – Szappanbuborék  (tévéjáték)
- 1995 – Heinrich Böll: Katharina Blum elveszett tisztessége (TV film)
- 1995 – 1000-szer Júlia (TV-műsor) színész (dráma)